# Harald Fereberger
Harald Fereberger (* 30. Mai 1929 in Gmunden; † 15. Juli 2019) war ein österreichischer Regattasegler, der zwei Weltmeistertitel gewann.

## Karriere
Fereberger trat für den Union Yacht Club Traunsee an. Er gewann 37 österreichische Meistertitel in den verschiedenen Bootsklassen.
Bei den Olympischen Spielen 1952 in Helsinki trat Fereberger mit Harald von Musil im Starboot an, die beiden erreichten den 14. Platz unter 21 Booten.
1959 nahm Fereberger zusammen mit Gottfried Praxmarer an den Europameisterschaften im Flying Dutchman teil. Die beiden gewannen die Silbermedaille hinter den Deutschen Detlev Kreidel und Joachim Möller. Im Jahr darauf trat Fereberger bei den Olympischen Spielen in Rom zusammen mit Carl Auteried im Flying Dutchman an und belegte den 17. Platz von 31 Booten.
Zwölf Jahre später traten Harald Fereberger, Franz Eisl und Karl Stangl bei den Olympischen Segelwettbewerben in Kiel mit dem Drachen an. Sie belegten den zehnten Platz unter 23 Booten. Fünf Jahre später wurden Fereberger, Eisl und Herbert Spitzbart in Thun Weltmeister in der Drachen-Klasse. Im Juli 1980 gewannen Fereberger, Spitzbart und Erwin Zelder auf dem Attersee den ersten Weltmeistertitel in der Yngling-Klasse.
Harald Fereberger war von 1992 bis 1996 Commodore im Yacht Club Austria, er löste in dieser Rolle Franz Eisl ab.